# Kormang (sockenhuvudort i Kina, Tibet Autonomous Region, lat 31,70, long 92,43)
Kormang (kinesiska: Kongma, 孔玛, Donglangmu, 洞朗木, 孔玛乡) är en sockenhuvudort i Kina. Den ligger i den autonoma regionen Tibet, i den sydvästra delen av landet, omkring 260 kilometer nordost om regionhuvudstaden Lhasa. Antalet invånare är 1 364. Befolkningen består av 692 kvinnor och 672 män. Barn under 15 år utgör 25,0 %, vuxna 15-64 år 70 %, och äldre över 65 år 3,0 %.
Runt Kormang är det mycket glesbefolkat, med 5 invånare per kvadratkilometer. Det finns inga andra samhällen i närheten. Trakten runt Kormang består i huvudsak av gräsmarker.